# Печера 60-річчя Жовтня
Печера 60-річчя Жовтня (рос. 60-летия Октября) — печера в Архангельській області, на Біломорсько-Кулойському плато європейської півночі Росії. Карстова печера горизонтального типу простягання. Загальна протяжність — 820 м. Глибина печери становить 15 м. Категорія складності проходження ходів печери — 2А.